# Петропавлівська церква (Устилуг)

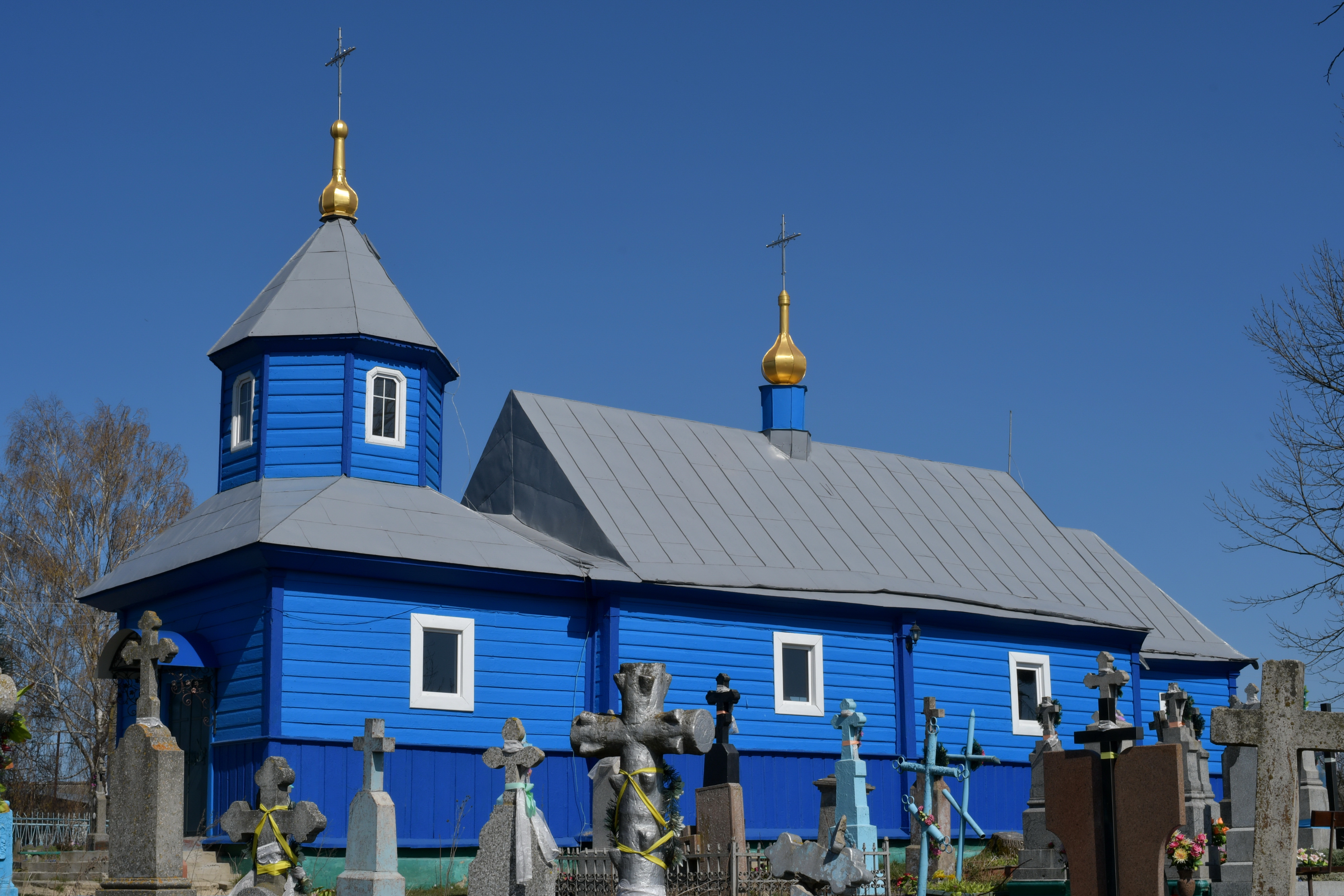
Церква св.Петра і Павла, м.Устилуг

Петропавлівська церква, церква святих апостолів Петра і Павла - древня діюча церква кінця XIX століття у Волинській області Володимир-Волинського району, м. Устилуг, по вулиці Пархоменка, 44.Церква наслідує давні зразки берестейської школи народної архітектури.Пам'ятка архітектури республіканського значення.

## Історія
Устилузька парафія святого великомученика Георгія була не новою, ймовірно діяла з 1764 року.
У березні 1802 р. церква святого великомученика Георгія згоріла.
Завдяки зібраним коштам прихожан була збудована нова церква у 1803 р.
Вона була цвинтарною і названою на честь святих апостолів Петра і Павла і такою ж залишається до сьогодні. Це е єдина парафія у м. Устилуг, яка не припиняла свою діяльність.
Винятком став проміжок з 1834 по 1918 рр.
У цей період основні церковні обряди проводили в іншій новоствореній парафії при церкві Святої Трійці.
Цілком ймовірно, що вона була знищена під час першої світової війни.
Збережена сьогодні дерев'яна церква-каплиця датована 1920 роком.

## Особливості будови

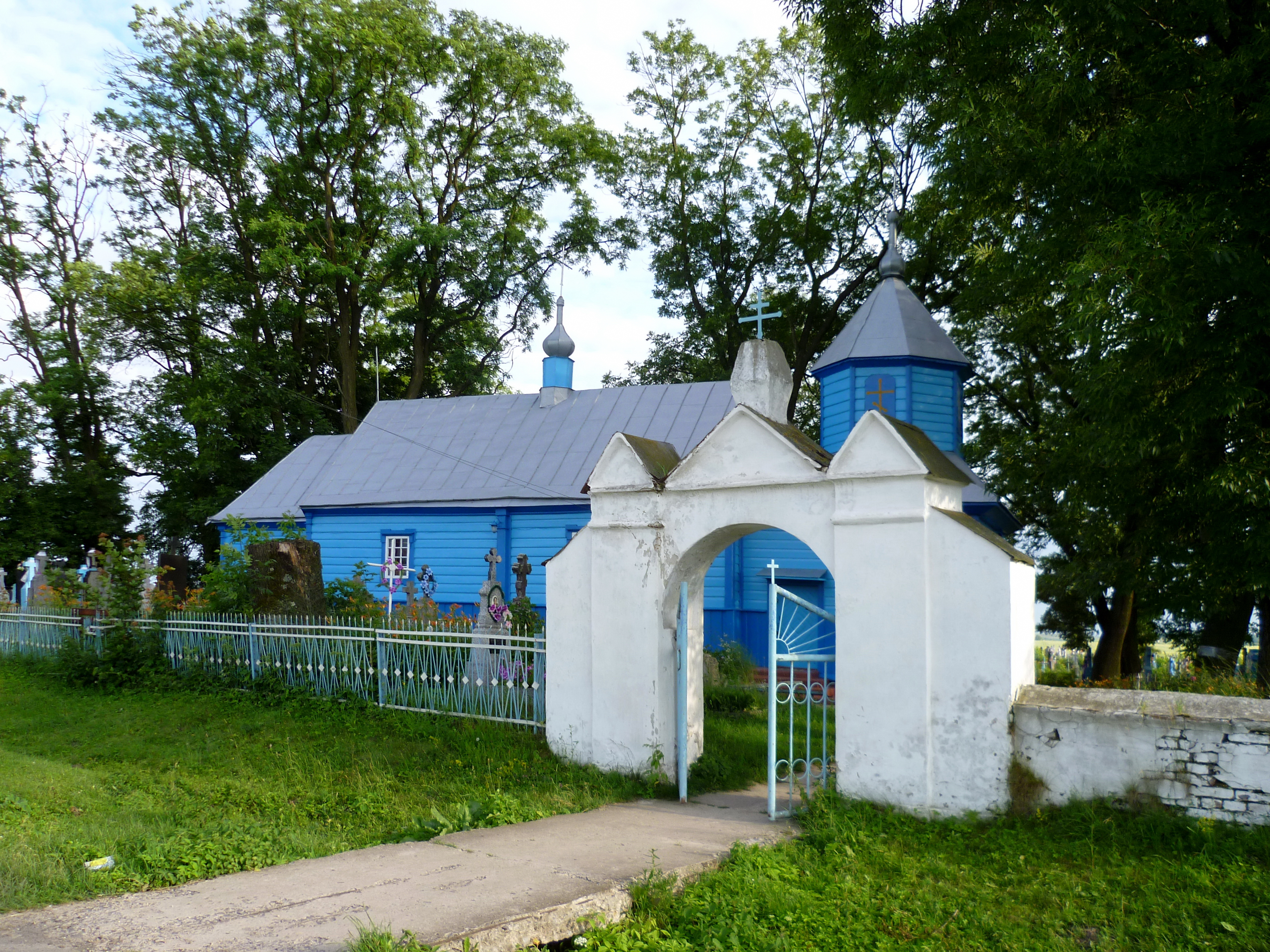
Стіна храму

Середня частина церкви на одинаковій ширині що й притвор, бабинець відділений від центральної частини аркою. Товщина стін 22 см, внутрішня висота 3,4 м, зовнішня 12,1 м, куполів 2, дверей 2, вікон 8. 

## Дивитись також
Бойківський храм